# Особь 2
«Особь 2» (англ. Species II, он же Species 2: Offspring и Species 2: Origins) — американский научно-фантастический фильм ужасов 1998 года режиссёра Питера Медака, продолжение фильма 1995 года «Особь». В ролях Наташа Хенстридж, Майкл Мэдсен и Марг Хельгенбергер, все они играют своих персонажей из первого фильма.
По сюжету Патрик Росс, астронавт, сын сенатора Джадсона Росса, заражается внеземным вирусом во время миссии на Марс и выходит из-под контроля на Земле, оплодотворяя множество женщин своим получеловеком-полуинопланетянином. Гибридное потомство, которое уничтожит человечество. Чтобы остановить его, Престон Лора и ученые, создавшие оригинальный человеко-инопланетный гибрид Сил в первом фильме, пытаются использовать более послушного, мирного и генетически модифицированного клона по имени Ева, с которым они объединяются, чтобы выследить монстра. За фильмом последовала «Особь 3» (2004).

## Сюжет
Трое американских космонавтов отправляются с Земли на Марс. Один из них — Патрик Росс — спускается с корабля на поверхность планеты и берёт образцы почвы. После этого экспедиция отправляется обратно на Землю. Однако в двух космонавтов внедряется инопланетное существо, споры которого находились в одной из колб с пробами. Прибыв на Землю, космонавты проходят медицинское обследование, но оно ничего не выявляет. Таким образом космонавты продолжают жить своей повседневной жизнью, ничего не подозревая. Но вскоре двое инфицированных космонавтов обнаруживают в себе неутолимое сексуальное желание, которое, пытаются всячески удовлетворить. Вскоре полиция начала обнаруживать трупы изуродованных девушек, у которых, по внешним признакам, были радикальные изменения. Тогда американские службы обращаются за помощью к известному по первому фильму Престону Леноксу. В лаборатории он узнаёт, что женская особь Сил, которую он и его сподвижники уничтожили ранее — воскресла и вернулась к жизни. Теперь её зовут Ева и эта особь согласилась помочь героям в поисках и уничтожении других особей, разгуливающих на свободе. Таким образом особь Ева, которая чувствует Патрика Росса в момент его сексуального возбуждения, Престон и неинфицированный космонавт Гэмбл идут по следу опасных инопланетных существ.
В конце фильма Ева жертвует собой в схватке с особью. Героям удается остановить инопланетян.

## В ролях
| Актёр              | Роль                 |
| ------------------ | -------------------- |
| Наташа Хенстридж   | Ева                  |
| Майкл Мэдсен       | Престон Ленокс       |
| Марг Хелгенбергер  | доктор Лора Бейкер   |
| Майкелти Уильямсон | Гэмбл                |
| Сара Уинтер        | Мелисса              |
| Джеймс Кромвелл    | сенатор Джадсон Росс |
| Ричард Белзер      | президент США        |

## Критический прием
Фильм получил заметно худшие отзывы, чем его предшественник, и в настоящее время имеет рейтинг одобрения 9 % на Rotten Tomatoes на основе 30 отзывов (3 положительных, 27 отрицательных). Дуэйн Э. Лесли из журнала Box Office Magazine дал фильму 1 из 5 звезд, назвав его «продолжением, которое не соответствует требованиям», а также резко критикуя предсказуемый и открытый финал фильма. Джо Лейдон из журнала Variety назвал фильм «недоделанным перепевом». Он похвалил спецэффекты и технические аспекты фильма, но добавил, что «этого недостаточно, чтобы замаскировать присущую ему убогость». Джеймс Берардинелли охарактеризовал фильм как ужасный, но добавил, что «в нем достаточно крови, запекшейся крови, имитации секса и голой плоти, чтобы он никогда не стал скучным».